# Acacia pennivenia
Acacia pennivenia es una especie de legumbre de la familia de las fabáceas.
Es un endemismo de Socotra. Su hábitat natural son los bosques secos subtropicales o tropicales.

## Descripción
Acacia pennivenia está generalizada en el bosque seco de hoja caduca a una altitud de 50 a 650 metros. Balfour en su Botánica de Socotra (Bayley Balfour, 1888) tiene un registro de una sp. de Entada. Ningún espécimen se pueden aportar y la identidad de su planta es un misterio. La señala  como "Un árbol hermoso y elegante del cual el material es demasiado fragmentario para permitir la identificación, [que] se denomina provisionalmente a este género". Viene a decir que tiene cierto parecido con Acacia pennivenia Schweinf. y que los habitantes le dan el mismo nombre (Tomhor). Ninguna especie similar ha sido registrada en la isla y parece probable que la planta de Balfour era de hecho Acacia pennivenia. 

## Ecología
Acacia pennivenia abunda en la actualidad, y es podada como forraje para el ganado en los períodos secos. Si el número de animales aumenta en gran medida o se suceden los años de sequía, la especie se verá cada vez más amenazada.

## Taxonomía
Acacia pennivenia fue descrita por Isaac Bayley Balfour y publicado en Proceedings of the Royal Society of Edinburgh 12: 404. 1884.
Etimología
Ver: Acacia: Etimología